# Третият човек
„Третият човек“ (на английски: The Third Man) е британски филм от 1949 година на режисьора Карол Рийд, по сценарий на Греъм Грийн. Главните роли се изпълняват от Джоузеф Котън, Орсън Уелс и Алида Вали.

## В ролите
| Изпълнител        | Роля          |
| ----------------- | ------------- |
| Джоузеф Котън     | Холи Мартинс  |
| Алида Вали        | Ана Шмидт     |
| Орсън Уелс        | Гари Лайм     |
| Тревър Холард     | Майор Келоуей |
| Бернард Ли        | Сержант Пейн  |
| Уилфрид Хайд-Уайт | Кребин        |
| Ернст Дойч        | „Барон“ Курц  |
| Ерих Понто        | Доктор Винкел |
| Зигфрид Бройер    | Попеску       |
| Паул Хьорбигер    | Карл, портиер |

## Награди и номинации
- 1949 – Печели Голямата награда (Златна палма) на Фестивала в Кан.
- 1949 – Печели Оскар за най-добра кинематография„Оскар“ за операторско майсторство – Робърт Краскер
- 1949 – Печели БАФТА за най-добър британски филм

Филмът е поставен от Американския филмов институт в някои категории както следва:
- АФИ 100 години... 100 филма – #57
- АФИ 100 години... 100 трилъра – #75
- 100 години Американски филмов институт... 100 герои и злодеи – #37 Злодей – Хари Лайм (Орсън Уелс)
- АФИ 10-те топ 10 – #5 Мистерия